# Interstellärt moln

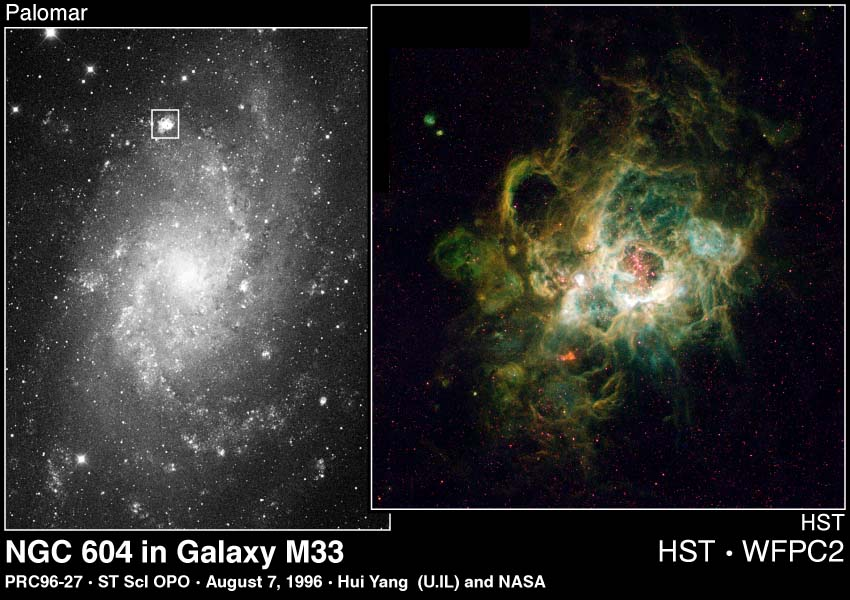
Fler än 200 nybildade stjärnor är utspridda inom det gasformiga, interstellära molnet (NGC 604). Stjärnorna bestrålar gasen med energirikt ultraviolett ljus, som river loss elektroner från atomer och exciterar dem, vilket åstadkommer en karakteristisk nebulär glöd.

Ett interstellärt moln är en ansamling av gas, plasma och rymdstoft, som bildar något som är tjockare än genomsnittet i det interstellära mediet. Beroende på densiteten, storleken och temperaturen hos ett interstellärt moln, kan vätet vara neutralt (H I-region), joniserat (H II-region) eller molekylärt (molekylmoln). Nebulosor är en typ av interstellära moln, som är synliga, antingen genom att de själva lyser eller genom att de blockerar bakomliggande ljus. Nebulosor är dessutom vanligen bildade från material från stjärnor. Ett interstellärt moln kan vara osynligt och kan vara naturligt bildat ur material från det interstellära mediet.
Interstellära moln erbjuder också ett medium för att studera närvaron och proportionerna av metaller i rymden.  Förekomsten och dessa elements andel kan hjälpa till att utveckla teorier om hur de bildas. Detta är av särskilt intresse, när deras proportioner inte är konsistent med, vad som kan väntas uppstå från stjärnor som resultat av fusion och på så vis antyda alternativa sätt, såsom spallation genom kosmisk strålning.